# Општина Владаја (Мехединци)
Владаја (рум. Vlădaia) општина је у Румунији у округу Мехединци.
Oпштина се налази на надморској висини од 232 m.